# Eric Abdul
Eric Abdul (Oranjestad, 26 de fevereiro de 1986), é um ex-futebolista arubano que atuava como goleiro. 

## Carreira
Eric seguiu a mesma carreira da maioria dos jovens de Esparta, jogou duas temporadas pelo Sparta Roterdã. Após isso seguiu profissionalmente por Zwaluwen '30, DHC Delft e ASWH. 
Em 2011, Eric foi convocado para a Seleção Arubana de Futebol. Em 2012, foi campeão da 3ª edição do Torneio ABCS com a seleção.